# HD 72787
HD 72787，又名CD-37 4850，SAO 199363、HR 3388，是一颗恒星，视星等为6.49，位于銀經257.87，銀緯0.98，其B1900.0坐标为赤經8h 29m 35.6s，赤緯-38° 0.98′ 45″。